# Darmkanker
Darmkanker is een aantal verschillende soorten kanker van de dunne darm, dikke darm en de endeldarm (rectum).

## Dunnedarmkanker
Kanker van de dunne darm is erg zeldzaam. Indien een zwelling gevonden wordt in het verloop van de dunne darm, is deze meestal goedaardig: lipomen (vetcellen), neurofibromen (zenuwcellen), fibromen (bindweefselcellen) en leiomyoom (spiercellen).

## Dikkedarmkanker
Kanker van de dikke darm is een veel voorkomende vorm van kanker. 1 op de 20  mensen zal gedurende het leven door deze aandoening getroffen worden. Als darmkanker zich al op jonge leeftijd voordoet, kan dat duiden op erfelijkheid. Vaak komt de patiënt uit een familie waarin al eerder darmkanker geconstateerd is. Als een eerstegraads familielid (ouder of kind) dikkedarmkanker heeft of heeft gehad, dan is het risico om het zelf te krijgen twee- tot driemaal zo groot. Hoe eerder de diagnose bij het eerstegraads familielid werd vastgesteld, hoe groter het risico. Ook geldt dat het risico groter is naarmate meer familieleden de aandoening hebben. De aanwezigheid van veel darmpoliepen is ook een risicofactor, aangezien deze poliepen kwaadaardig kunnen ontaarden. Dikkedarmkanker neemt sterk toe met de leeftijd, het komt met name voor bij personen van 50 jaar of ouder. Bij personen in de leeftijdsgroep van 40-49 jaar komt het voor bij 50 individuen per 100.000, in de leeftijd van 60-69 jaar is dat toegenomen tot 330 per 100.000.

### Preventie
- Een normaal lichaamsgewicht, dat wil zeggen een queteletindex van 18,5-25.
- Voldoende lichaamsbeweging/sport.
- Er is bewijs dat regelmatige consumptie van rood vlees (vlees dat afkomstig is van runderen, varkens, geiten en schapen) en verwerkt vlees (bijvoorbeeld ham en salami) het risico op darmkanker wat verhoogt. Echter, een analyse van 5 onderzoeken gepubliceerd in 2019 in het tijdschrift Annals of Internal Medicine[2] komt uit op zwak bewijs voor deze stelling en adviseert niet om de consumptie van rood vlees te verminderen. Een probleem met veel onderzoek naar effecten van voeding op de gezondheid is dat het vaak case-control-onderzoeken zijn met een relatief groot risico op verstorende invloeden. De kwaliteit van het bewijs staat bij dit type onderzoek laag aangeschreven. Het World Cancer Research Fund (WCRF) heeft 263 studies op dit gebied bekeken en beveelt aan om niet meer dan 500 gram rood vlees per week te eten en verwerkt vlees helemaal te mijden.[3] In 2018 publiceert het WCRF een onderzoek waarin aangetoond wordt dat het eten van rood vlees en bewerkt vlees het risico op darmkanker verhoogt.[4]
- Er is bewijs dat vezelrijke voeding, vooral de oplosbare vezels die veel in groenten, fruit en peulvruchten voorkomen, het risico op darmkanker beperkt.[3]
- Geen (of hooguit beperkte) inname van alcoholhoudende dranken.

## Preventiecampagne

### Vroege opsporing / bevolkingsonderzoek

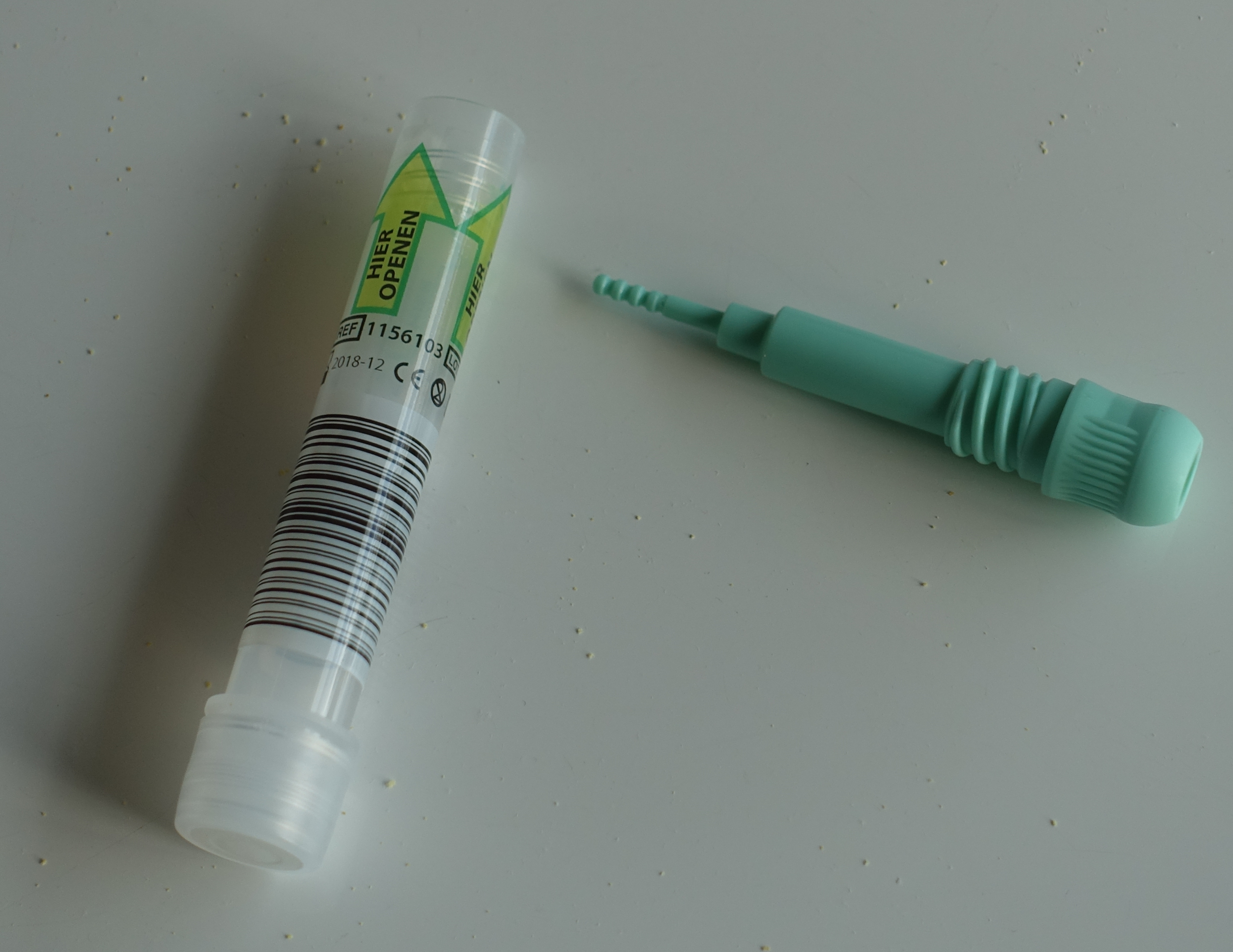
Staafje voor het nemen van monsters uit de ontlasting voor het bevolkingsonderzoek naar darmkanker in Nederland, 2017, met buisje met vloeistof waarin het moet worden opgestuurd

Een van de mogelijkheden om darmkanker vroeg op te sporen is onderzoek naar bloedverlies in de ontlasting. 
In Vlaanderen startte men met een grootschalig bevolkingsonderzoek in oktober 2013, na een beslissing van Minister Vandeurzen begin februari 2012. Alle mannen en vrouwen van 50 tot en met 74 jaar worden uitgenodigd om elke twee jaar een stoelgangtest te doen met behulp van een testkit die wordt opgestuurd.
In Nederland heeft de Gezondheidsraad op 17 november 2009 aan de minister van Volksgezondheid aanbevolen om te starten met een bevolkingsonderzoek naar darmkanker bij inwoners tussen de 55 en 75 jaar. De ontlasting kan worden onderzocht in het klinisch chemisch laboratorium met behulp van een occult-bloedtest. Naar verwachting van de Gezondheidsraad zou dit bevolkingsonderzoek 1400 sterfgevallen per jaar in Nederland kunnen voorkomen.
Op 16 februari 2010 liet de minister in een brief aan de Voorzitter van de Tweede Kamer weten dat zij verwacht in het voorjaar van 2011 een besluit te kunnen nemen over het al dan niet invoeren van een bevolkingsonderzoek. Het bestaan van budgettaire problemen en de onzekerheid of er voldoende maag-darm- leverartsen zouden zijn om het aantal darmonderzoeken uit te voeren heeft ertoe geleid dat in Nederland het grootschalig onderzoek pas in 2015 grootschalig is gestart. 
Bij het bevolkingsonderzoek neemt de persoon met een staafje monsters op vier plaatsen in de ontlasting. Dit staafje wordt in een buisje met vloeistof gestoken en in een speciale envelop opgestuurd naar het onderzoekslaboratorium. De uitslag volgt na twee weken. Als dit onderzoek uitwijst dat er bloed in de ontlasting aanwezig is, volgt vervolgonderzoek naar de oorzaak daarvan via een coloscopie. In de meeste gevallen zijn poliepen de oorzaak van bloed in de ontlasting. Van elke 50 mensen met bloed in de ontlasting hebben blijken er na onderzoek ongeveer 4 darmkanker te hebben.

### Klachten
De klachten van dikkedarmkanker zijn veelal aspecifiek. Alarmsymptomen die mogelijk op dikkedarmkanker kunnen wijzen zijn een veranderd ontlastingspatroon, ongewild gewichtsverlies en rectaal bloedverlies. Rectaal bloedverlies komt voor bij tumoren die dicht bij het einde van het maag-darmkanaal liggen en zit dan door de ontlasting heen. Chronisch (microscopisch) bloedverlies uit tumoren aan het begin van de dikke darm blijft meestal onopgemerkt, vaak komen deze patiënten met klachten van bloedarmoede (anemie) bij een arts. Patiënten hebben ook vaak last van luchtophopingen in de dikke darm.

## Behandeling
De meest toegepaste behandelingen bij darmkanker zijn:
- Operatie (chirurgie); indien de kanker zich niet verspreid heeft en niet te diep in de darmwand is ingegroeid, is er een grote kans op volledige genezing. Daarnaast kan er als de darm verstopt is door een tumor een stoma worden aangelegd, ter verlichting van de klachten.
- Bestraling (radiotherapie), al dan niet in combinatie met chemotherapie (behandeling met celdelingremmende medicijnen), wordt met name gebruikt bij tumoren in de endeldarm. In de meeste gevallen kan een tumor die te groot is voor chirurgische verwijdering met behulp van bestraling en chemotherapie worden verkleind, waardoor chirurgische verwijdering alsnog mogelijk wordt. Ook wordt bestraling, indien er geen genezing meer mogelijk is, aangewend om de klachten te verminderen.
- Chemotherapie wordt met name aangewend om uitzaaiingen naar de lever en longen te behandelen. In de meeste gevallen is er dan geen genezing meer mogelijk en is het doel de klachten zo goed mogelijk onder controle te houden. Is er sprake van enkele uitzaaiingen naar long of lever dan is er soms nog de mogelijkheid om middels chemotherapie gevolgd door chirurgie de uitzaaiingen te verwijderen.

Veel gebruikte geneesmiddelen zijn: 5-fluoro-uracil (Fluracedyl), oxaliplatine (Eloxatine, Oxalisin), folinezuur (Leucovorine, Rescuvolin), irinotecan (Campto), bevacizumab (Avastin).
Vaak is een combinatie van deze behandelmethoden nodig. De keuze en de volgorde van de verschillende behandelingen is onder meer afhankelijk van de kenmerken van de tumor, het stadium van de ziekte, de leeftijd waarop darmkanker wordt vastgesteld en de wensen van de patiënt.